# Валери Зенатти
Валери Зенатти (фр. Valérie Zenatti) — французская писательница, сценаристка и переводчица произведений писателя Аарона Аппельфельда, родившегося в Черновцах.

## Писательская деятельность
Дебютировала в качестве журналистки и преподавательницы иврита. С 2004 года Валери Зенатти полностью посвящает себя писательской деятельности. Из-под её пера выходит целый ряд произведений, в том числе романы для подростков, удостоенные многочисленных наград. Среди них — «Бутылка в море» — роман, написанный в 2005 году и принёсший Валери Зенатти международное признание и около двадцати литературных премий. Роман был переведен на пятнадцать языков мира и экранизирован самой писательницей в сотрудничестве с французским режиссёром Тьерри Бинисти в одноимённом фильме. Роман был переиздан в 2021 году.
В 2017 году вышел полнометражный дебютный кинофильм Рашида Хами «Мелодия», над сценарием которого работала также и Валери Зенатти. Фильм был представлен на Венецианском кинофестивале во внеконкурсной программе.
С 2013 года Валери Зенатти преподает писательское мастерство в Институте политических исследований г. Парижа, выбрав темой курса литературу о жизни в эмиграции. В 2018 году Эдуар Филипп, который в то время занимал пост Премьер-министра Франции, назначил Валери Зенатти главой отдела иностранной литературы Национального Центра Книги в Париже.
В 2009 году, по первому роману писательницы «Опоздать на войну» («En retard pour la guerre»), режиссёр Ален Тасма снял фильм «Ультиматум». Четвёртый роман Валери Зенатти «Якоб, Якоб» («Jacob, Jacob») был номинирован на Премию Медичи и Премию литераторов (Prix des libraires), после чего был награждён в 2015 году Премией за лучший французский роман (Prix du Livre Inter).

## Переводческая деятельность
С 2004-го Валери Зенатти активно переводит на французский язык произведения Аарона Аппельфельда (1932—2018). На сегодняшний день уже вышло более десяти её переводов романов израильского автора, родом из Черновцов.
Переводчицу и писателя объединяла не только совместная работа. В 2019 году из печати вышло произведение Валери Зенатти «В свете живых» [1] («Dans le faisceau des vivants»), в котором описывается путешествие Валери Зенатти в Украину, в родной город Аарона Аппельфельда, уже после смерти писателя. Книга была удостоена литературной премии «Франс Телевизьон» в категории эссе и многих других литературных наград.

### Романы для подростков
1. Une addition, des complications, École des loisirs, coll. " Neuf ", 1999
2. Une montre pour grandir, , illustrations Frédéric Richard, École des loisirs, coll. " Mouche ", 1999
3. Koloïshmielnik s’en va-t-en guerre, École des loisirs, coll. " Neuf ", 2000
4. Fais pas le clown, Papa !, illustrations de Kimiko, École des loisirs, coll. " Mouche ", 2001
5. Le Secret de Micha, illustrations Alan Metz, École des loisirs, coll. " Mouche ", 2002
6. Quand j'étais soldate, École des loisirs, coll. " Médium ", 2002 — Prix ado-lisant 2004
7. Jonas, poulet libre, illustrations de Nadja, École des loisirs, coll. " Mouche ", 2004
8. Demain, la révolution !, École des loisirs, coll. " Neuf ", 2004
9. «Бутылка в море» («Une bouteille dans la mer de Gaza»[16]), 2005
10. Boubélé, illustrations Audrey Poussier, École des loisirs, coll. " Mouche ", 2007
11. Adieu, mes 9 ans !, École des loisirs, coll. " Neuf ", 2007
12. " Une balle perdue ", nouvelle dans le recueil collectif Il va y avoir du sport mais moi je reste tranquille, École des loisirs, 2008
13. Vérité, vérité chérie, illustrations Audrey Poussier, École des loisirs, coll. " Mouche ", 2009

### Романы
- 2006 : En retard pour la guerre, éditions de l’Olivier ; Points Seuil sous le titre Ultimatum
- 2010 : Les Âmes sœurs, éditions de l’Olivier ; Points Seuil, 2011
- 2010 : Le Blues de Kippour avec Serge Lask, éd. Naïve
- 2011 : Mensonges, éd. de l’Olivier
- 2012 : Mariage blanc, éd. du Moteur
- 2014 : Jacob, Jacob, éd. de l’Olivier ; Points Seuil, 2016 — Prix Méditerranée 2015 et prix du livre Inter

### Эссе
1. «В свете живых» [1] («Dans le faisceau des vivants»[14])

### Переводы
(с иврита на французский язык)
- 2004 : Histoire d’une vie d'Aharon Appelfeld
- 2006 : L’Amour, soudain d’Aharon Appelfeld
- 2007 : Double Jeu de Yaïr Lapid
- 2008 : Floraison sauvage d’Aharon Appelfeld
- 2008 : Sur le vif de Michal Govrin
- 2008 : La Chambre de Mariana d’Aharon Appelfeld
- 2009 : Un petit garçon idéal de Zeruya Shalev
- 2009 : Et la fureur ne s’est pas encore tue d’Aharon Appelfeld
- 2011 : Le Garçon qui voulait dormir d’Aharon Appelfeld
- 2012 : Yolanda de Moshé Sakal
- 2013 : Les Eaux tumultueuses d’Aharon Appelfeld
- 2014 : Adam et Thomas d’Aharon Appelfeld (l'école des loisirs)
- 2015 : Les partisans d’Aharon Appelfeld
- 2016 : De longues nuits d'été d’Aharon Appelfeld
- 2018 : Des jours d’une stupéfiante clarté d’Aharon Appelfeld

## События
1. (7-8 мая 2021 года) «Принять другого в своем языке. Перевод как диспозитив медиации»: международный франкоязычный коллоквиум[17] на кафедре романской филологии и перевода факультета иностранных языков Черновецкого национального университета имени Юрия Федьковича. Приглашенным спикером на коллоквиуме стала Валери Зенатти. Доклады читали 25 специалистов в области перевода из 9 стран (Франция, Украина, Италия, Швейцария, Испания, Польша, Алжир, Марокко, Япония).